# Будимир Босиљчић
Будимир Босиљчић (15. јануар 1905. — непознат) био је четнички војвода. Био је пилот ловачког авиона, припадник ЈКРВ.

### Предратна биографија
Рођен је у селу Бањани од оца Исаила и мајке Кристине.
За време Краљевине Југославије, завршава Војну ваздухопловну школу у Новом Саду, након чега одлази на службу на војни аеродром у Панчеву. У Панчеву упознаје своју будућу супругу Надежду, ћерку капетана брода речне пловидбе, Арсеновић Светозара, са којом се венчава 1939. Године 1940. са војног аеродрома у Панчеву бива распоређен на службу техничког слагалишта 6. ваздухопловне базе аеродрома Београд. Годину дана касније добија ћерку Слободанку, а супруга Надежда непуних месец дана по порођају умире.
Пред почетак Другог светског рата у Југославији стиче чин капетана прве класе ваздухопловства.

### Други светски рат и судбина
По почетку Другог светског рата у Југославији се враћа у Уб, организује четнички одред и све време рата заједно са Владимиром Лалетом Комарчевићем управља акцијама Tамнавског корпуса ЈВуО. Корпусом је, са седиштем у Убу, командовао мајор Комарчевић, док је у непосредним акцијама око Уба главну реч водио поручник Босиљчић.
Четници војводе Будимира Босиљчића, који је признавао команду Косте Пећанца, ухватили су крајем 1941. и почетком 1942. већи број партизана у Тамнави и предали их Немцима. Позната су имена 19 партизана, становника 12 тамнавских села, који су убијени у немачким логорима у Норвешкој, које су ухватили Босиљчићеви четници. Највећи број (5) били су становници Бањана, села у коме је живео Босиљчић. Босиљчићеви четници су марта 1943. у селу Бргулама код Уба ухватили шесточлану јеврејску породицу која је побегла из Београда како би избегла одвођење у логор. Ухапшени Јевреји су предати Немцима. Босиљчић je 1943. приступио ЈВуО и именован је за официра при штабу Ваљевског корпуса.
Босиљчић је остао упамћен по томе што је 27. марта 1942. у Ваљеву, заједно са припадницима Српске државне страже и легализованих четничких одреда, непосредно извршио чин јавног вешања заробљених бораца Посавско-тамнавског одреда, Стевана Бороте и Јосифа Мајера, након што их је спровео кроз град од затвора до места погубљења. Током рата, највише у квислиншким листовима Ново време, Обнова и Наша борба, Борота и Мајер су оптужени да су пре тога у Дивцима претестерисали председника општине Велисава Петровића, међутим, тај je мит касније деконструисан.
Подаци који указују да је по завршетку рата био жив могу се пронаћи у књизи "Ваљевски равногорци" историчара Бојана Димитријевића, где се наводи да се 1945. крио у кући своје мајке у Бањанима и да му је у томе помагала његова сестра Вукосава, као и у књизи "Истина о Калабићу" Милослава Самарџића, према којој Будимир Босиљчић и још два Дражина официра у децембру 1945. шаљу писмо из Београда у којем наводе имена стрељаних официра.
У прилог томе говори и записник МУП-а ФНРЈ под бр. 386 из новембра 1952. о претресу његове родне куће, приликом ког је ухапшена његова рођена сестра Вукосава Стојадиновић и потом осуђена на 3 године затвора.
Такође, иако се у регистру Државне комисије за тајне гробнице убијених после септембра 1944. налази Босиљчићево име, тачни подаци о времену и локацији смрти нису наведени.

### Занимљивости
Постоје и два стиха записана у књизи "Српске народне четничке песме" Томе Бајића, једног од Браће Бајић - један испеван од стране партизана, а други од стране четника: "Обреновац опасала вода, ту се шета Будимир војвода, што обеси Свету и Бороту, насред Уба, а среза Тамнавска, одакле је мајка партизанска..." и "Будимире, војводо тамнавски, ти растури одред партизански, а сад, Будо, весела ти нана, иди кући, нема партизана..."